# Marth
Marth is een gemeente in de Duitse deelstaat Thüringen, en maakt deel uit van de Landkreis Eichsfeld.
Marth telt 332 inwoners.